# Lista de pessoas em selos do Brasil
Esse artigo apresenta uma lista de pessoas que foram homenageadas em selos postais brasileiros, bem como em blocos comemorativos.
Algumas vezes um selo é criado em homenagem a uma pessoa, porém seu retrato não é exibido no selo. Nesse caso o item da lista indica a imagem exibida.

## A
- Casimiro de Abreu, poeta (1989)
- Capistrano de Abreu, historiador (2003)
- Afonso I de Portugal, rei Português (1940)
- Akihito, imperador Japonês (1967)
- Luís de Albuquerque de Melo Pereira e Cáceres, Administrador colonial português (1952)
- Alberto I da Bélgica, rei Belga (1920)
- Aleijadinho, escultor (escultura exibida 1964)
- Pedro Aleixo, político (2001)
- José de Alencar, escritor (1965)
- Benedetto Aloisi Masella, cardeal italiano (1955)
- Castro Alves, poeta (1997)
- Rodrigues Alves, político (1917)
- Álvaro Alvim, radiologista (1963)
- Jorge Amado, escritor (2002, 2012)
- Ubaldino do Amaral, estadista (1943)
- Carlos Drummond de Andrade, poet (2002)
- José de Anchieta (1934, 1941, 1997)
- Martim Francisco Ribeiro de Andrada, estadista (1945)
- Pedro Américo, pintor (1943, 3 pinturas exibidas 1993)
- José Américo de Almeida, escritor (1987)
- Alceu Amoroso Lima, escritor e crítico (1993)
- José de Anchieta, missionário e escritor (1934, 1941, 1980, 1997, 2007)
- Hans Christian Andersen, escritor dinamarquês (2005)
- Martim Francisco Ribeiro de Andrada, estadista (1945)
- José Bonifácio de Andrada e Silva, estadista (1909, 1959, 1963, 1988, 2008)
- Mário de Andrade, poeta (1993)
- Ivo Andrić, escritor (2011)
- Antônio de Pádua, santo português (1995)
- Oswaldo Aranha, político (1931)
- Fernando de Azevedo, escritor e educador (1994)
- Agustín Pedro Justo, presidente argentino (1945)

## B
- Robert Baden-Powell, tenente-general britanico e fundador do escotismo (1957, 2007)
- Manuel Bandeira, poeta (1986)
- Adoniran Barbosa, cantor e compositor (1994)
- Ruy Barbosa, político e escritor (1925, 1949, 1956, 1960, 1999)
- Alexandre José Barbosa Lima Sobrinho, jornalista e político (2001)
- Lima Barreto, escritor (1981)
- Tobias Barreto, poeta e filosofo (1989)
- João Ribeiro de Barros, aviador (somente seu avião é exibido 1929)
- Ary Barroso, compositor musical (2003)
- Francisco Manuel Barroso da Silva, almirante (1954, 1965, 2008)
- Manuel Bastos Tigre, poeta (1982)
- Balduíno I da Bélgica, rei Belga (1965)
- Paschal Baylon, frade e santo espanhol (1955)
- Luis Batlle Berres, presidente uruguaio (1948)
- Bento XVI, papa (2007)
- Rodolfo Bernardelli, escultor (1952)
- Artur Bernardes, presidente (1967)
- Clóvis Beviláqua, jurista (2001)
- Olavo Bilac, poeta (1967, 1988)
- Hermann Blumenau, imigrante e fundador da cidade brasileira de Blumenau (1969)
- Barão da Bocaina, Barão (1956)
- Quintino Bocaiuva, escritor e político (1962)
- Simón Bolívar, Herói da independência Venezuelana (1983)
- José Bonifácio, estadista (1909, 1959, 1963, 1988, 2008)
- Borges de Medeiros, político (1963)
- Irineu Bornhausen, político (1996)
- Don Bosco, padre e santo italiano (1983)
- Francisco Braga, compositor (1968)
- Rubem Braga, jornalista e escritor (1995)
- Louis Braille, inventor do Braile (2009)
- Venceslau Brás Pereira Gomes, presidente (1919, 1968)
- Vital Brazil, médico imunologista e pesquisador biomédico (1965)
- Louis Breguet, físico francês (1983)
- Amador Bueno, "rei de São Paulo" (1941)
- Maria Bueno, jogador de tênis (1960)
- Júlio Bueno Brandão, político (1958)

## C
- Pedro Álvares Cabral, explorador e navegador (1900, 1968, 1984)
- João Caetano, ator (1951, 1963)
- Joaquim Caetano da Silva, diplomata (1958)
- Francisco Caldas Júnior, jornalista (1968)
- Pandiá Calógeras, político (1970)
- Hélder Câmara, arcebispo (2009)
- Luís da Câmara Cascudo, antropólogo e folclorista (1998)
- Antônio Filipe Camarão, soldado (1954)
- Bernardino de Campos, estadista (1942)
- Milton Campos, político (2000)
- Manuel Ferraz de Campos Salles, presidente (1906, 1967, 1991)
- David Canabarro, líder revolucionário (1945)
- Antônio Carlos de Arruda Botelho, Conde do Pinhal (1957)
- Gustavo Capanema, político (2000)
- Barão de Capanema, engenheiro e naturalista (1952)
- João Capistrano de Abreu, historiador (1953, 2003)
- Madalena Caramuru, primeira mulher brasileira letrada (2001) [1]
- Fernando Henrique Cardoso, presidente (2003)
- Licínio Cardoso, praticante de homeopatia (1952) [2]
- Carlos XVI Gustavo, rei sueco (1984)
- Carlos I, rei portugues (1908)
- Antonio Carlos, jogador de futebol (1931)
- J. Carlos, ilustrador e chargista (1996) (ilustração exibida 1996)
- António Óscar Carmona, presidente português (1940)
- Eleazar de Carvalho, condutor (2001)
- Carlos Castelo Branco, jornalista (1994)
- Humberto de Alencar Castelo Branco, presidente (1968, 1972)
- José Plácido de Castro, líder revolucionário (1973, 2002, 2008)
- Antônio de Castro Alves, poeta (1947, 1997)
- Emiliano Di Cavalcanti, pintor (pintura exibida 1997)
- Joaquim Arcoverde de Albuquerque Cavalcanti, cardinal (1950)
- Duque de Caxias, líder militar e político (1935, 1939, 1944, 1953, 1954, 1956, 1971, 1980, 2003, 2008)
- Dorival Caymmi, compositor musical (partitura exibida1994)
- Cazuza, roqueiro (1991)
- Vicente Celestino, tenor (1994)
- Marcellin Champagnat, padre e santo francês (1954, 1956)
- Camille Chamoun, presidente libanês (1954)
- Assis Chateaubriand, magnata das comunicações no Brasil (1992)
- Winston Churchill, primeiro ministro britânico (1965)
- Clara de Assis, freira e santa italiana (1994)
- Grover Cleveland, presidente americano (1939)
- Coelho Neto, escritor e político (1964)
- Lindolfo Collor, jornalista e político (1990)
- Cristóvão Colombo, navegador genovese (1984, 1992)
- Auguste Comte, filósofo francês (1957)
- Benjamin Constant, político e pensador francês (1906, 1939, 1954)
- Nicolaus Copernicus, astrônomo polonês (1973)
- Cora Coralina, escritor (1989)
- Inocêncio Serzedelo Correia, político (1978)
- Leôncio Correia (1865–1950), poeta (1965)
- Manuel Francisco Correia, político (1978)
- Antônio Correia Pinto de Macedo, colono e fazendeiro (1966) [3]
- Afrânio da Costa, medalhista olímpico (1992)
- Lucio Costa, arquiteto (2002)
- Artur da Costa e Silva, presidente (1972)
- Ângelo Moreira da Costa Lima, entomologista (1966)
- Vasco Fernandes Coutinho, colono (1935)
- Francisco Craveiro Lopes, presidente português (1957)
- Luís Cruls, astrônomo belga (1992)
- Cruz e Sousa, poeta (2012)
- Oswaldo Cruz, médico (1950, 1954, 1972, 2000)
- João da Cruz e Sousa, poeta (1998)
- Euclides da Cunha, escritor (1966)

## D
- Frei Damião, frade brasileiro beatificado (1998)
- Damião de Veuster, missionário e santo belga (1952, 1989–92)
- Rubén Darío, poeta da Nicarágua (1966)
- Jean-Baptiste Debret, pintor francês (1968)
- Orville  Derby, geologista americano (1951)
- Henrique Dias, soldado (1954, 1962)
- Fernão Dias Pais, bandeirante (1974)
- Marília de Dirceu, personagem fictício (1967)
- Carlos Drummond de Andrade, poeta (1995, 2002)
- Irmã Dulce freira e beatificada (1993)
- Eurico Gaspar Dutra, presidente (1947, 1948)

## E
- José Maria de Eça de Queiroz, escritor português (1995)
- Dwight D. Eisenhower, presidente estadunidense (1960)
- Elizabeth II, rainha britânica (1968)
- Josemaría Escrivá de Balaguer, padre e santo espanhol (2002)

## F
- Fabíola, rainha belga (1965)
- Diogo Antônio Feijó, padre e estadista (1952)
- Baltasar Fernandes, colono (1954)
- João Fernandes Vieira, soldado e governador colonial (1954)
- Oscar Lorenzo Fernández, compositor (1997)
- Adhemar Ferreira da Silva, atleta (2002)
- Jackson de Figueiredo, filosofo e escritor (1991)
- João Figueiredo, presidente (1984)
- Pedro Américo de Figueiredo e Melo, pinter (1943, 3 pinturas exibidas 1993)
- Hércules Florence pintor e inventor francês (1992)
- Nísia Floresta, escritora e feminista (1954)
- Manuel Deodoro da Fonseca, presidente (1906, 1939)
- Hermes da Fonseca, presidente (1913, 1955)
- Polidoro Jordão, general (1952)
- Cândido Fontoura, empresário e farmacêutico (1985)
- Tasso Fragoso, presidente (1969)
- Francis of Assisi, frade e santo italianos (1976, 1982)
- Itamar Franco, presidente (1995)
- Gilberto Freyre, sociologista (2000)
- Paulo de Frontin, engenheiro e político (1960)

## G
- Frei Galvão, frade e santo (1998)
- José Basílio da Gama, poeta (1991)
- Mohandas Karamchand Gandhi, líder do movimento de independência indiano (1969)
- Anita Garibaldi, heroína da independência (1967, 1971)
- Giuseppe Garibaldi, soldado e político italiano (2007)
- Emílio Garrastazu Médici, presidente (1972)
- Charles de Gaulle, presidente francês (1964)
- Ernesto Geisel, presidente (1978)
- Gibran Khalil Gibran, escritor e artista Libanês-Americano (2009)
- Zacarias de Góis, político (1954)
- Antonio Carlos Gomes, compositor (1936, 1970, 1978, 1986, 1996)
- Eduardo Gomes, oficial militar e político (1982)
- Antônio Ernesto Gomes Carneiro, soldado (1944, 1946)
- Joaquim Eugênio Gomes da Silva (1956-1909), pioneiro e fazendeiro (1957) [4]
- Bento Gonçalves da Silva, líder revolucionário (1935)
- Antônio Gonçalves Dias, poeta (1965, 1973)
- Ademar Gonzaga, produtor e diretor de filmes (1990)
- Chiquinha Gonzaga, compositora (1977)
- Luiz Gonzaga, músico (2012)
- Tomás Antônio Gonzaga, poeta português (1994)
- Gabriel González Videla, presidente chileno (1947)
- Grande Otelo, ator, cantor e comediante (1998)
- Paulo Gracindo, ator (2011)
- Giovanni Gronchi, presidente italiano (1958)
- Ulysses Guimarães, político (1993)
- João Guimarães Rosa, escritor (2008)
- Alexandre de Gusmão, diplomata (1954, 1995)
- Bartolomeu de Gusmão, padre e inventor (1930, 1944, 1985)

## H
- Haile Selassie I, imperador etíope (1961)
- Paul Percy Harris, fundador do primeiro Rotary Club (1968)
- Infante D. Henrique, infante português (1994)
- Rowland Hill, idealizador do selo (1938, 1990)
- Christian Friedrich Samuel Hahnemann, fundador da homeopatia (1954)
- Horácio Hora, pintor (1953)

## I
- Princesa Isabel, princesa e regente (1946, 1996)
- Isabel I, rainha de Castela (1952)

## J
- João de Luxemburgo, grão-duque de Luxemburgo (1965)
- Visconti de Jequitinhonha, advogado e abolicionista (1995)
- Clementina de Jesus, cantora (1998)
- Joana Angélica, freira e mártir da independência (1967)
- Joel, profeta hebreu (1958)
- João III, rei português (1932)
- João VI, rei português (1958, 1959, 2008)
- João XXIII, papa (1964)
- João Paulo II, papa (1980, 1991, 1997, 2005)
- Josefina Carlota, Grã-duqueza de Luxembourg (1965)

## K
- Allan Kardec, espírita francês (1957, 1969, 2004)
- Helen Keller, ativista estadunidense (1980)
- John F. Kennedy, presidente estadunidense (1964)
- Juscelino Kubitshek, presidente (1956, 1986, 2002)
- Gustavo Kuerten, jogador de tênis (2001)

## L
- Gustavo de Lacerda, jornalista (2008)
- Henrique Lage, industrialista (1982)
- Mário Lago, escritor (2011)
- Francisco "Chico" Landi, piloto de carro de corrida (2000)
- Georg Heinrich von Langsdorff, naturalista russo e explorador (1992)
- Alejandro Agustín Lanusse, presidente argentino (1972)
- Otto Lara Resende, escritor (1994)
- João Batista de La Salle, padre e educador francês (1951)
- Le Corbusier, arquiteto suíço (2009)
- Michel Leiris, escritor francês (1998)
- Leopoldina, Imperatriz (1962)
- Claude Lévi-Strauss, antropólogo francês (2009)
- José Lins do Rego, escritor (2001)
- Clarice Lispector, escritor (1998)
- Rita Lobato, médica (1967)
- Aristides Lobo, jornalista e abolicionista (1906)
- Adolfo López Mateos, presidente mexicano (1960)
- Heinrich Lübke, presidente da Alemanha Ocidental (1964)
- Washington Luís, presidente (1968)
- Auguste e Louis Lumière, pioneiros do cinema francês (1995)
- Peter Lund, paleontologista dinamarquês (2010)
- Martin Luther, reformador religioso alemão (1983)
- Adolfo Lutz, médico (1955)

## M
- Gilka Machado, poeta (1993)
- Joaquim Maria Machado de Assis, escritor (1940, 1958, 1989)
- José Vieira Couto de Magalhães, estadista e escritor (1938)
- Fernão de Magalhães, navegador e explorador português (1991)
- Anita Malfatti, pintor (pintura exibida 1989)
- Emílio Mallet, oficial de artilharia (1968)
- Otávio Mangabeira, político (1986)
- Guglielmo Marconi, inventor italiano (1995)
- Rodrigo Melo Franco, escritor (998)
- Marilyn Monroe, atriz estadunidense (1996)
- Antônio Carlos de Mariz e Barros, oficial da marinha (1966)
- Joaquim Marques Lisboa, Marquês de Tamandaré, almirante (1954, 1957, 1997, 2008)
- Manuel Marques de Sousa, general (1941)
- Carl Friedrich Philipp von Martius, naturalista alemão (desenho de plantas exibidos 1994)
- Roberto Burle Marx, paisagista (imagem de flores exibidas 1995)
- Teresa de Marzo, pioneira da aviação (2000)
- João Baptista Mascarenhas de Morais, líder militar (1983)
- Francisco Matarazzo Sobrinho, industrialista e colecionador de arte (1989)
- Luís de Matos, espiritualista (1960)
- Gregório de Matos e Guerra, poeta (capa de livro exibida 1986)
- Visconti de Mauá, industrialista e político (1963, 2010)
- Joaquim Antônio Cordovil Maurity, oficial da marinha (1941)
- Humberto Mauro, diretor (1985)
- Amácio Mazzaropi, ator e produtor (1998)
- Cecília Meireles, poeta (2001)
- Murilo Mendes, poeta (2001)
- Mãe Menininha do Gantois, candomblé sacerdotisa (1994)
- Júlio de Mesquita, jornalista (1962)
- Michiko, imperatriz japonesa (1967)
- Francisco Mignone, compositor (1997)
- Carmen Miranda, cantora e atriz (1990, 2009)
- José Bento Monteiro Lobato, escritor (1955, 1973)
- Dulcina de Moraes, atriz (1998)
- Prudente de Morais, presidente (1906, 1942, 1991)
- Vinicius de Moraes, músico, compositor e poeta (1993)
- Leonardo Mota, escritor (1991)
- Sérgio Motta, engenheiro (1998, 2002)
- Roberto Landell de Moura, padre e inventor (2011)
- Lauro Müller, político (1964)
- Joaquim Murtinho, médico e político (1954)

## N
- Joaquim Nabuco, estadista e abolicionista  (1949, 1999)
- Maurício de Nassau, governador holandês de pernambuco (2009)
- Severino Neiva (1962)
- Ana Néri, enfermeira (1967)
- Rogério Neuhaus, padre (1983)
- Tancredo de Almeida Neves, político (1985, 2010)
- Oscar Niemeyer, arquiteto (museu exibido 2005, 2008)
- Manuel da Nóbrega, missionário e educador (1949)
- Dorina Nowill, filantropa (2012)
- José Maurício Nunes Garcia, compositor (1973)

## O
- Manuel A. Odría, presidente peruano (1953)
- Bernardo O'Higgins, líder da independência chilena  (1909)
- Olavo V, rei norueguês (1967)
- João Carlos de Oliveira, atleta (1975)
- Francisco de Orellana, explorador espanhol (1991)
- Oscarito, ator e comediante (1990, 1998)
- Manuel Luís Osório, oficial militar (1958, 1970)
- Henrique Oswald, compositor (1952)
- Teófilo Ottoni, político (2007)

## P
- Mohammad Reza Pahlavi, xá do Irã (1965)
- Guilherme Paraense, medalhista olímpico (1992)
- José Paranhos, Barão de Rio Branco, diplomata (1913, 1944, 1945, 1969, 1995)
- Louis Pasteur, químico e microbiologista francês (1995)
- José Carlos do Patrocínio, jornalista e abolicionista (1953)
- Papa Paulo VI, papa (973)
- Nilo Peçanha, presidente (1910, 1967)
- Raul Pederneiras, cartunista e pintor (1974)
- Pedro I, imperador (1965, 1972, 1984, 1998, 2008)
- Pedro II, imperador (1866, 1939, 1952, 1966, 1975, 1978, 1981, 1982, 1986, 1987, 1990, 1991)
- Floriano Peixoto, presidente (1906, 1941)
- Pelé, jogador de futebol (1969, 1970)
- Afonso Augusto Moreira Pena, presidente (1906, 1908)
- Bernardo Pereira de Vasconcelos, político (1987)
- Epitácio Pessoa, presidente (1920, 1965)
- Fernando Pessoa, poeta (2012)
- João Pessoa, político (1931)
- Adeodato Giovanni Piazza, cardeal italiano (1954)
- Menotti Del Picchia, poeta e pintor (1992)
- Conde de Pinhal, empresário e político (1957)
- Anésia Pinheiro, pioneira da aviação (2000)
- Israel Pinheiro da Silva, política (1996)
- Adel Pinto, engenheiro (1960)
- Apolônia Pinto (1854–1937), atriz (1954)
- Euclides Pinto Martins, aviador (1951)
- Manuel Augusto Pirajá da Silva, pesquisador médico (1959)
- Pixinguinha, compositor (1993, 1997)
- Raul Pompeia, escritor (1988)
- Candido Portinari, pintor (2003, 2004)
- Francisco Prestes Maia, político e urbanista (1996)
- Antônio Prudente (1906–1955), médico (1983)
- Manuel Marques de Sousa, Conde de Porto Alegre, general (1941)
- Francisco Adolfo de Varnhagen, Visconti de Porto Seguro, historiador (1966)

## Q
- Eusébio de Queirós, político (1952)
- Luís Vicente de Sousa Queirós, agronomista (1998)
- Rachel de Queiroz, escritor (2011)
- Mário Quintana, escritor (2005)

## R
- João Ramalho, explorador português (1932, 1953)
- Graciliano Ramos, escritor (1992)
- Orlando Rangel, farmacêutico (1968)
- Elis Regina, cantora de MPB (1998)
- Aarão Reis. urbanista e engenheiro (1953)
- Taciana Reis, atriz (1998)
- Glauber Rocha, cineasta (1986, 1998)
- Henrique da Rocha Lima, médico e patologista (1966)
- Francisco de Paula Rodrigues Alves, político (1906)
- João Barbosa Rodrigues, botânico (1943)
- Nelson Rodrigues, escritor (2004)
- José Rodrigues de Carvalho, escritor (1967)
- Joaquim José Rodrigues Torres, Visconde de Itaboraí, estadista (1953)
- Ada Rogato, aviadora (2000)
- Cícero Romão Batista, padre (1994)
- Sílvio Romero, escritor (1951)
- Cândido Mariano da Silva Rondon, militar e explorador (1958, 1965, 1985)
- Wilhelm Röntgen, médico alemão (raio X de uma mão exibido" 1995)
- Franklin Delano Roosevelt, presidente estadunidense (1940, 1949)
- Noel Rosa, cantor e compositor (1977)
- Johann Moritz Rugendas, pintor alemão (1992)

## S
- Estácio de Sá, soldado (1965)
- Salvador Correia de Sá e Benevides, soldado e político português (1940)
- Albert Sabin, imunologista estadunidense (1994)
- Augustin de Saint-Hilaire, botânico francês (1953)
- Luís Filipe de Saldanha da Gama, almirante (1946)
- Vicente do Salvador, padre e historiador (1967)
- Antônio de Sampaio, general (1967)
- José Francisco de San Martín, general e herói da independência argentina (1909)
- José de Santa Rita Durão, poeta (1981)
- Cármen Santos, atriz, produtora e diretora (1990)
- Edgard Santos, médico e educador (1994)
- Alberto Santos-Dumont, aviador (1929, 1951, 1969, 1973, 1981, 1998, 1999, 2002, 2008)
- Bernardo Saião Carvalho de Araújo, político (2001)
- Giuseppe Saragat, presidente italiano (1965)
- José Antônio Saraiva, político (1952)
- José Sarney, presidente (1990)
- Bidú Sayão, cantora de ópera (2006)
- Alfredo Vicente Scherer, cardeal (2004)
- Guilherme Schüch, barão de Capanema, engenheiro e naturalista (1952)
- Raul Seixas, cantor de rock (1991)
- Léopold Sédar Senghor, poeta e presidente senegalense (1964)
- Lasar Segall, pintor lituano (1991)
- Ayrton Senna, piloto de carros (1989, 1994, 2000)
- Augusto Severo, aviador (1929)
- Zalman Shazar, presidente israelense (1966)
- Luís Alves de Lima e Silva, Duque de Caxias, líder militar e político (1935, 1939, 1944, 1953, 1954, 1956, 1971, 1980, 2003, 2008)
- Luiz Inácio Lula da Silva, presidente (2011)
- Francisco Manuel da Silva, compositor (1945)
- José da Silva Lisboa, Visconti de Cairu, economista (1936)
- José da Silva Pais, general (1937)
- Joaquim José da Silva Xavier, herói da independência (1948, 1965, 1992, 2008)
- Nise da Silveira, psiquiatra (2005)
- Ernesto Simões Filho, jornalista (1986)
- Lauro Sodré, general e político (1958)
- Anastasio Somoza, presidente da Nicarágua (1953)
- Gabriel Soares de Sousa, naturalista (1987)
- Irineu Evangelista de Sousa, Baron of Mauá, político e industrialista (2010)
- Martim Afonso de Sousa, colonizador e explorador português (1932, 1982)
- Herbert José "Betinho" de Souza, sociologista e ativista de direitos humanos (1998)
- Joaquim Silvério de Sousa, bispo (1959) [5]
- Tomé de Sousa, governador-geral (1949)
- Sukarno, presidente indonésio (1959)
- Anne Sullivan, professora estadunidense e companhia de Hellen Keller (1980)

## T
- Rabindranath Tagore, poeta indiano (1961)
- Marquis of Tamandaré, almirante (1954, 1957, 1997, 2008)
- Aimé-Adrien Taunay, pintor francês (1992)
- Anísio Teixeira, educador (2000)
- Luís Olímpio Teles de Menezes, espírita (1969)
- Teresa de Ávila, santa espanhola (1982)
- Madre Teresa de Calcutá, freira e missionária de etnia albanesa e naturalizada indiana (1998)
- Teresa de Lisieux, freira e santa francesa (1973)
- Tibiriçá, chefe indígena (1932)
- Josip Broz Tito, presidente iugoslavo (1963)
- Tiradentes, herói da independência (1948, 1965, 1992, 2008)
- Américo Thomás, presidente português (1972)
- Harry S. Truman, presidente estadunidense (1947)

## V
- Fagundes Varela, poeta (1991)
- Francisco Adolfo de Varnhagen, historiador (1966)
- Darci Vargas, primeira dama e filantropa (1967)
- Getúlio Vargas, presidente (1931, 1938, 1958)
- Érico Veríssimo, escritor (2005)
- Américo Vespucci, navegador florentino (2010)
- Gaspar Viana, patologista (1962)
- Rainha Vitória, rainha da Grã Bretanha (1990)
- António Vieira, padre e orador (1940, 1997)
- André Vidal de Negreiros, soldado e governador colono (1954)
- João Carlos Villagran Cabrita, engenheiro militar (1955)
- Orlando Villas-Bôas, ativista de direitos indígenas (2004)
- Heitor Villa-Lobos, compositor (1977, 1987)
- Ramón Villeda Morales, presidente hondurenho (1958)
- Vicente de Paulo, padre e santo francês (1982)
- Eliseu Visconti, pintor, desenhista e designer ítalo-brasileiro

## W
- Eduardo Wandenkolk, oficial naval (1906)
- George Washington, presidente estadunidense (1909, 1939)

## X
- Francisco Cândido Xavier, médium e escritor (2010)

## Z
- Antônio Carlos Zago, jogador de futebol (1931)
- Ludwik Lejzer Zamenhof, filólogo russo polonês (1945, 1960)
- Zumbi dos Palmares, líder do Quilombo dos Palmares. (1974, 1995, 2008)